# Parque Sabina
El Parque Sabina (en inglés: Sabina Park) es la sede del Cricket Club Kingston, que es el único campo de críquet de prueba en Kingston, la capital del país caribeño de Jamaica. El parque Sabina se convirtió en un campo de críquet de prueba en 1930 cuando albergó al equipo visitante MCC para la segunda prueba en la primera serie en casa del equipo de las Indias occidentales. Este espacio pintoresco es quizás uno de los más importantes en la historia de críquet de prueba.